# Martini F1
 Martini Cars  va ser un equip de cotxes de competició francès que va arribar a disputar curses a la Fórmula 1.
L'equip va ser fundat pel mil·lionari Tico Martini l'any 1965 i va anar pujant de categoria fins a arribar ja l'any 1978 a la F1.
Va debutar a la tercera cursa de la temporada 1978, al GP de Sud-àfrica disputat al circuit de Kyalami el 4 de març del 1978.
El seu únic pilot va ser el francès René Arnoux.
L'equip va prendre part en una única temporada, disputant un total de set Grans Premis aconseguint finalitzar en novena posició com millor classificació en una cursa (en dues ocasions) i no assolint cap punt pel campionat del món de constructors.

## Resultats a la Fórmula 1
| Any  | Pilot       | 1   | 2   | 3       | 4     | 5       | 6     | 7   | 8   | 9      | 10  | 11      | 12    | 13      | 14  | 15  | 16  | Posició | Punts |
| ---- | ----------- | --- | --- | ------- | ----- | ------- | ----- | --- | --- | ------ | --- | ------- | ----- | ------- | --- | --- | --- | ------- | ----- |
| 1978 | René Arnoux | ARG | BRA | SUD NVQ | O.USA | MON NVQ | BEL 9 | ESP | SUE | FRA 14 | GBR | ALE NVQ | AUT 9 | HOL Ret | ITA | USA | CAN | -       | 0     |

## Resum
| Curses: | Victòries: | Pòdiums: | Poles: | Voltes ràpides: | Punts: |
| ------- | ---------- | -------- | ------ | --------------- | ------ |
| 7       | 0          | 0        | 0      | 0               | 0      |